# 11e cérémonie des St. Louis Film Critics Association Awards
La 11e cérémonie des St. Louis Film Critics Association Awards (SLFCA Awards), décernés par la St. Louis Film Critics Association a récompensé les films réalisés dans l'année.

## Palmarès

### Meilleur film
- Boyhood

### Meilleur réalisateur
- Alejandro Gonzalez Inarritu pour Birdman

### Meilleur acteur
- Jake Gyllenhaal pour Night Call

### Meilleure actrice
- Rosamund Pike pour Gone Girl

### Meilleur acteur dans un second rôle
- J.K. Simmons pour Whiplash

### Meilleure actrice dans un second rôle
- Patricia Arquette pour Boyhood

### Meilleur scénario original
- Birdman – Alejandro González Iñárritu, Nicolás Giacobone, Alexander Dinelaris, Armando Bo

### Meilleur scénario adapté
- Gone Girl – Gillian Flynn

### Meilleure photographie
- Birdman – Emmanuel Lubezki

### Meilleurs effets visuels
- Interstellar
  - La Planète des singes : L'Affrontement (Dawn of the Planet of the Apes)

### Meilleure musique de film
- Birdman – Marie Ebbing et Ren Klyce

### Meilleure bande originale
- Les Gardiens de la galaxie (Guardians of the Galaxy)

### Meilleure direction artistique
- The Grand Budapest Hotel

### Meilleure comédie
- Les Gardiens de la galaxie (Guardians of the Galaxy)

### Meilleur film en langue étrangère
- Snow Therapy •  France  Suède

### Meilleur film d'animation
- La Grande Aventure Lego (The Lego Movie)
  - Les Nouveaux Héros (Big Hero 6)

### Meilleur film documentaire
- Citizenfour